# Lista najwyższych budynków w Edmonton

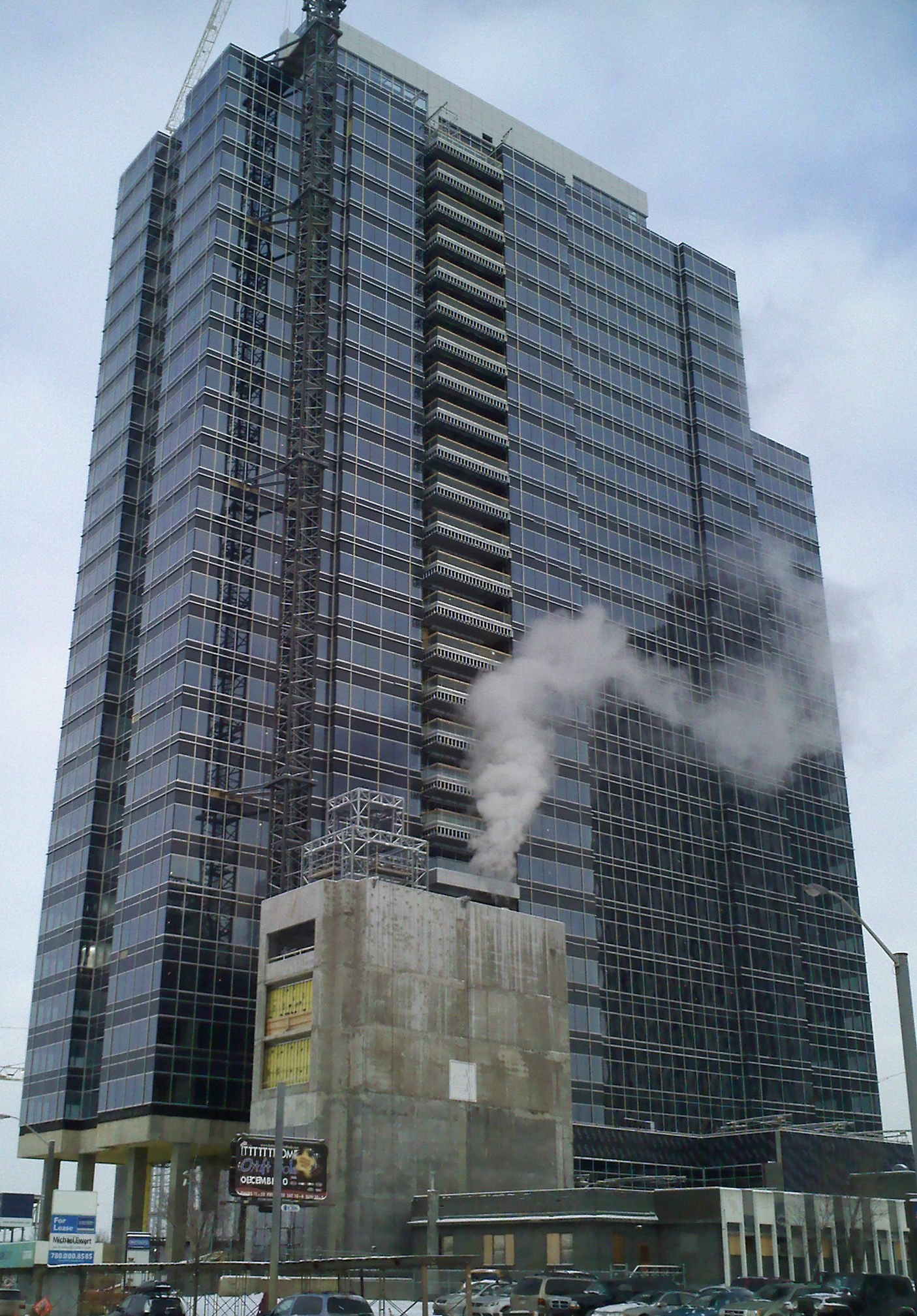
Epcor Tower w końcowej fazie budowy (grudzień 2010).

Edmonton jest jednym z największych miast w Kanadzie, drugim co do liczby mieszkańców w prowincji Alberta i jej stolicą. Poniższa lista zawiera budynki mające więcej niż 100 metrów wysokości licząc do najwyższego punktu strukturalnego, znajdujące się w granicach administracyjnych miasta (dane na luty 2016). 
W Edmonton znajduje się piętnaście budynków, których wysokość przekracza 100 metrów. Od 2011 roku najwyższym w mieście jest Epcor Tower, który wraz z umieszczonymi na dachu masztami flagowymi sięga 149,4 m. Do 2013 roku w centrum Edmonton nie mogły powstawać budynki wyższe niż 150 m. 30 listopada 2013 roku zamknięte zostało lotnisko Edmonton City Centre Airport, które znajdowało się bardzo blisko centrum, uniemożliwiając rozwój wyższych budowli.
Pierwszym wieżowcem który tu powstał, był CN Tower, którego budowa zakończyła się w 1966 roku. Na kolejny stumetrowy wieżowiec trzeba było czekać pięć lat. W 1971 roku ukończono budowę Telus Plaza South i Edmonton House. Rozpoczęło to 12 letni okres rozwoju, w czasie którego zbudowano łącznie 10 spośród 16 obecnie przekraczających barierę stu metrów budynków. W okresie 1983 - 2009 powstał tylko jeden taki budynek - ukończony w 1990 roku Commerce Place. Kolejny okres rozwoju trwa obecnie od 2010 roku. W latach 2010–2016 wybudowano cztery budynki. W budowie jest kolejnych sześć, których budowa zakończy się według planów do 2018 roku. Zaproponowanych zostało również kilkanaście kolejnych projektów, które nie zostało jeszcze jednak oficjalnie zatwierdzone.

## Najwyższe budynki
Uwzględnione zostały obiekty mające minimum 100 metrów wysokości licząc od poziomu ziemi do najwyższego punktu strukturalnego.
| Lp. | Nazwa                       | Wysokość (m / ft) | Piętra | Rok ukończenia | Przeznaczenie (główne) | Współrzędne                                  | Zdjęcie | Przypisy             |
| --- | --------------------------- | ----------------- | ------ | -------------- | ---------------------- | -------------------------------------------- | ------- | -------------------- |
| 1.  | Epcor Tower                 | 149,4 / 490       | 28     | 2011           | biurowiec              | 53°32′50″N 113°29′34″W/53,547222 -113,492778 |         | [ 2 ] [ 3 ] [ 4 ]    |
| 2.  | Manulife Place              | 146,4 / 480       | 36     | 1983           | biurowiec              | 53°32′34″N 113°29′39″W/53,542778 -113,494167 |         | [ 5 ] [ 6 ] [ 7 ]    |
| 3.  | Telus Plaza South           | 134,4 / 441       | 33     | 1971           | biurowiec              | 53°32′24″N 113°29′29″W/53,540000 -113,491389 |         | [ 8 ] [ 9 ] [ 10 ]   |
| 4.  | Bell Tower                  | 129,9 / 426       | 31     | 1982           | biurowiec              | 53°32′42″N 113°29′39″W/53,545000 -113,494167 |         | [ 11 ] [ 12 ] [ 13 ] |
| 5.  | Commerce Place              | 123,2 / 404       | 30     | 1990           | biurowiec              | 53°32′31″N 113°29′42″W/53,541944 -113,495000 |         | [ 14 ] [ 15 ] [ 16 ] |
| 6.  | Edmonton House              | 121,1 / 397       | 45     | 1971           | hotel                  | 53°32′18″N 113°29′42″W/53,538333 -113,495000 |         | [ 17 ] [ 18 ] [ 19 ] |
| 7.  | Canadian Western Bank Place | 120,6 / 396       | 31     | 1981           | biurowiec              | 53°32′26″N 113°29′53″W/53,540556 -113,498056 |         | [ 20 ] [ 21 ] [ 22 ] |
| 8.  | The Pearl                   | 119,0 / 390       | 36     | 2015           | mieszkalny             | 53°32′27″N 113°31′43″W/53,540833 -113,528611 |         | [ 23 ] [ 24 ] [ 25 ] |
| 9.  | MNP Tower                   | 117,6 / 386       | 29     | 1978           | biurowiec              | 53°32′43″N 113°29′34″W/53,545278 -113,492778 |         | [ 26 ] [ 27 ] [ 28 ] |
| 10. | TD Tower                    | 116,7 / 383       | 29     | 1976           | biurowiec              | 53°32′37″N 113°29′35″W/53,543611 -113,493056 |         | [ 29 ] [ 30 ] [ 31 ] |
| 11. | Scotia Place 1              | 113,2 / 371       | 28     | 1982           | biurowiec              | 53°32′30″N 113°29′33″W/53,541667 -113,492500 |         | [ 32 ] [ 33 ] [ 34 ] |
| 12. | Icon II                     | 112,3 / 369       | 35     | 2009           | mieszkalny             | 53°32′31″N 113°29′59″W/53,541944 -113,499722 |         | [ 35 ] [ 36 ] [ 37 ] |
| 13. | CN Tower                    | 110,9 / 364       | 26     | 1966           | biurowiec              | 53°32′49″N 113°29′29″W/53,546944 -113,491389 |         | [ 38 ] [ 39 ] [ 40 ] |
| 14. | Ultima                      | 108,0 / 354       | 32     | 2016           | mieszkalny             | 53°32′39″N 113°29′53″W/53,544167 -113,498056 |         | [ 41 ] [ 42 ] [ 43 ] |
| 15. | Sun Life Place              | 107,7 / 353       | 27     | 1978           | biurowiec              | 53°32′32″N 113°29′16″W/53,542222 -113,487778 |         | [ 44 ] [ 45 ] [ 46 ] |
| 16. | City Centre Place           | 102,9 / 338       | 24     | 1974           | biurowiec              | 53°32′39″N 113°29′33″W/53,544167 -113,492500 |         | [ 47 ] [ 48 ] [ 49 ] |

## Budynki w budowie
Spośród znajdujących się w budowie wieżowców, jeden projekt został wstrzymany - Corner 1 Tower. Jego budowa zakończona została w fazie wykopu, prace zakończono w grudniu 2015 roku. Powodem była możliwość istnienia pod planowanym budynkiem tuneli starych kopalni węgla, co musiało zostać zweryfikowane przed rozpoczęciem wznoszenia gmachu. Deweloper nie dotrzymał jednak terminów umowy, a miasto wystawiło działkę na sprzedaż. Oficjalnie nie potwierdzono, że budynek nie powstanie.
Uwzględnione zostały obiekty mające minimum 100 metrów wysokości licząc od poziomu ziemi do najwyższego punktu strukturalnego.
| Lp. | Nazwa                  | Wysokość (m / ft) | Piętra | Rok ukończenia | Przeznaczenie (główne) | Współrzędne                                  | Zdjęcie | Przypisy             |
| --- | ---------------------- | ----------------- | ------ | -------------- | ---------------------- | -------------------------------------------- | ------- | -------------------- |
| 1.  | Stantec Tower          | 250,8 / 823       | 66     | 2018           | mieszkalny / biurowiec | 53°32′42″N 113°29′46″W/53,545000 -113,496111 |         | [ 51 ] [ 52 ] [ 53 ] |
| 2.  | JW Marriott            | 191,0 / 627       | 55     | 2018           | hotel / mieszkalny     | 53°32′45″N 113°29′46″W/53,545833 -113,496111 |         | [ 54 ] [ 55 ] [ 56 ] |
| 3.  | City of Edmonton Tower | 129,8 / 426       | 29     | 2016           | biurowiec              | 53°32′45″N 113°29′41″W/53,545833 -113,494722 |         | [ 57 ] [ 58 ] [ 59 ] |
| 4.  | Kelly Ramsey Building  | 110,6 / 363       | 25     | 2016           | biurowiec              | 53°32′33″N 113°29′35″W/53,542500 -113,493056 |         | [ 60 ] [ 61 ] [ 62 ] |
| 5.  | Fox Two                | 107,3 / 352       | 33     | 2017           | mieszkalny             | 53°32′36″N 113°29′59″W/53,543333 -113,499722 |         | [ 63 ] [ 64 ] [ 65 ] |
| 6.  | Corner 1 Tower *       | 107,3 / 352       | 30     | -              | mieszkalny             | 53°32′45″N 113°28′43″W/53,545833 -113,478611 |         | [ 66 ] [ 67 ] [ 68 ] |
| 7.  | Hendrix                | 103,6 / 340       | 29     | 2016           | mieszkalny             | 53°32′07″N 113°30′42″W/53,535278 -113,511667 |         | [ 69 ] [ 70 ] [ 71 ] |

* - budowa wstrzymana

## Planowane
Uwzględnione zostały obiekty mające minimum 100 metrów wysokości licząc od poziomu ziemi do najwyższego punktu strukturalnego.
| Lp. | Nazwa               | Wysokość m  | Piętra | Rok ujawnienia | Przeznaczenie (główne) | Współrzędne                                  | Zdjęcie         | Przypisy             |
| --- | ------------------- | ----------- | ------ | -------------- | ---------------------- | -------------------------------------------- | --------------- | -------------------- |
| 1.  | The Edmontonian     | 278,0 / 912 | 71     | 2013           | mieszkalny / hotel     | 53°32′55″N 113°29′35″W/53,548611 -113,493056 | Link do grafiki | [ 72 ] [ 73 ] [ 74 ] |
| 2.  | 102nd Street Centre | 160,3 / 526 | 32     | 2013           | biurowiec              | 53°32′32″N 113°29′47″W/53,542222 -113,496389 | Link do rysunku | [ 75 ] [ 76 ] [ 77 ] |